# Rosengranit

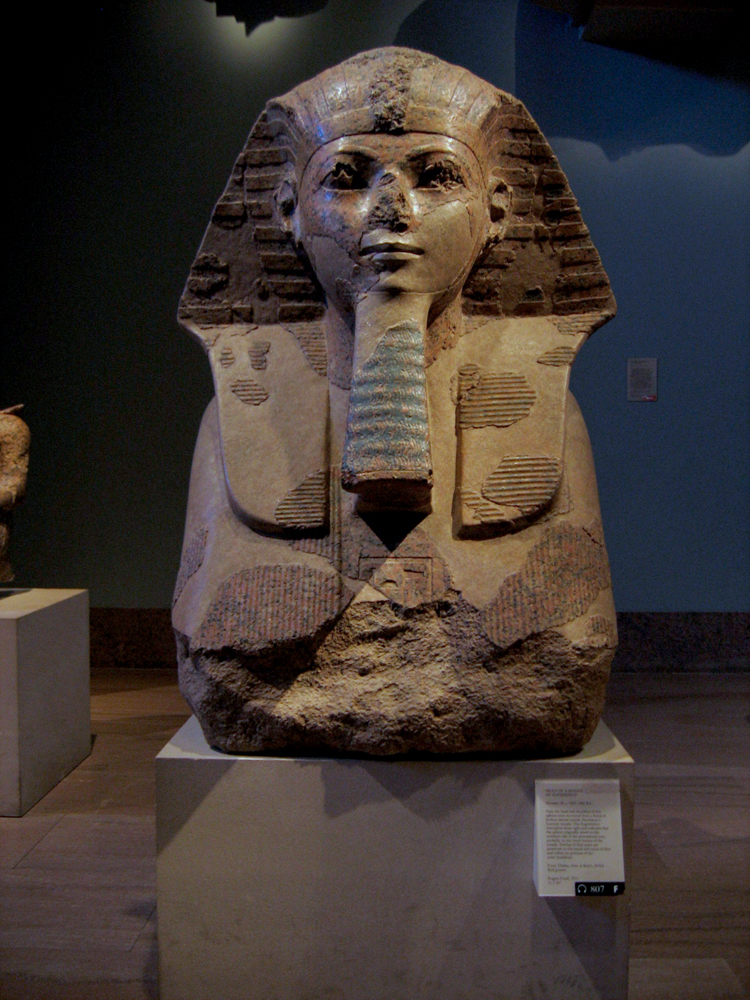
Sphinxstatue der Königin Hatschepsut aus Deir el-Bahari (Metropolitan Museum of Art, New York City)

Als Rosengranit wird ein roséfarbener bis roter Granit aus Ägypten bezeichnet, der durch seine umfangreiche Anwendung in pharaonischer und römischer Epoche große Bekanntheit erlangt hat. Die Ptolemäer nannten ihn λίθος πυρροποικίλος lithos pyrrhopoikilos und die Römer lapis Syenites oder lapis bzw. marmor Thebaicus.

## Begriff
Wie unschwer zu erkennen ist, reflektiert die deutsche Bezeichnung die Farbe von Rosen und kann zusätzlich auf die Form mancher großer Feldspatkristalle in diesem Gestein bezogen werden. Alte italienische Steinmetzbezeichnungen für diesen Stein lauten Granito roseo, Granito rosso antico, Sienite oder Syenite rosé. In älterer Literatur sind weitere Namen belegt, wie Granito rosso egiziano und Pyrropoecilus.
In Assuan und in manchen Ländern ist auch der Begriff „Sienite“ gebräuchlich, der sich von dem antiken Namen Syene der Stadt Assuan ableitet. Bei den typischen Assuangraniten besteht kein petrographischer Bezug zur Gesteinsgruppe der Syenite, wohl aber mit den dort gefundenen feinkörnigen Varietäten, deren Quarzgehalt gering ist.

## Vorkommen

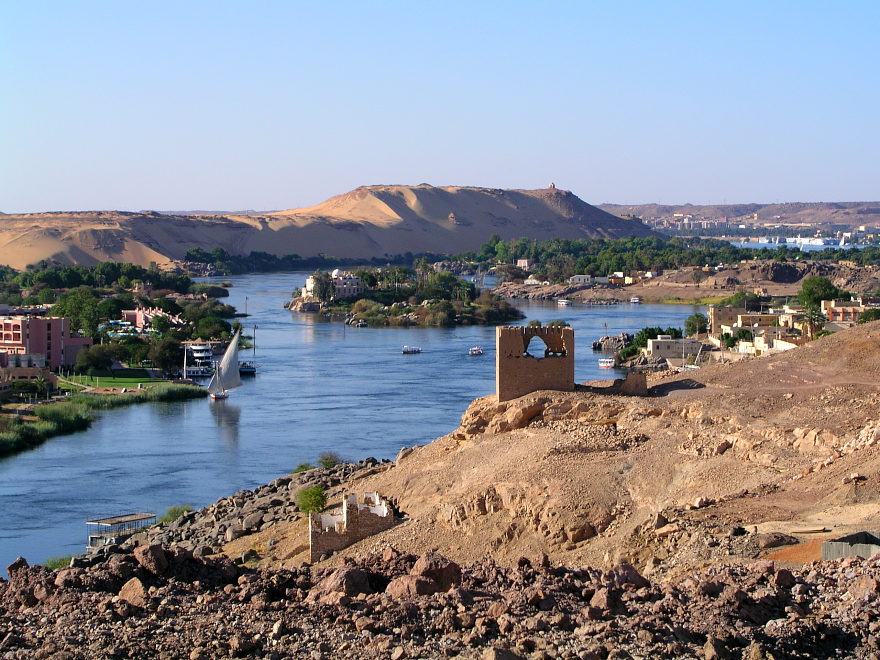
Altes Abbauareal von Granit (Vordergrund) südlich von Assuan

Der ägyptische Rosengranit wurde am Ostufer des Nils südlich von Assuan gewonnen. Das gesamte Abbaugebiet hat eine Ausdehnung von etwa fünf Kilometern in Nord-Süd und von etwa vier Kilometern in West-Ost. Es werden drei Abbaubereiche unterschieden: ein Gebiet am südlichen Vorstadtgebiet von Assuan, ein zweites nördlich der Siedlung Nakir und ein drittes lang gestrecktes, schmales Areal östlich der beiden anderen, das sich in Nord-Süd-Richtung erstreckt, an seiner westlichen Seite von Nubischem Sandstein überdeckt.
Die ältesten Steinbrüche befinden sich im Norden des Gesamtareals und nahe am Nilufer, wobei einige vom Südrand der Stadt Assuan neuzeitlich überbaut sind. Zum antiken Abbaugebiet zählen auch die Inseln Sehelnarti, Saluga und Elephantine. Die Nähe zum Wasser bietet einen leichten Transportweg und wird auch bei Steinbruchsgebieten des Altertums in anderen Regionen bevorzugt.

## Geologie, Entstehung, Eigenschaften

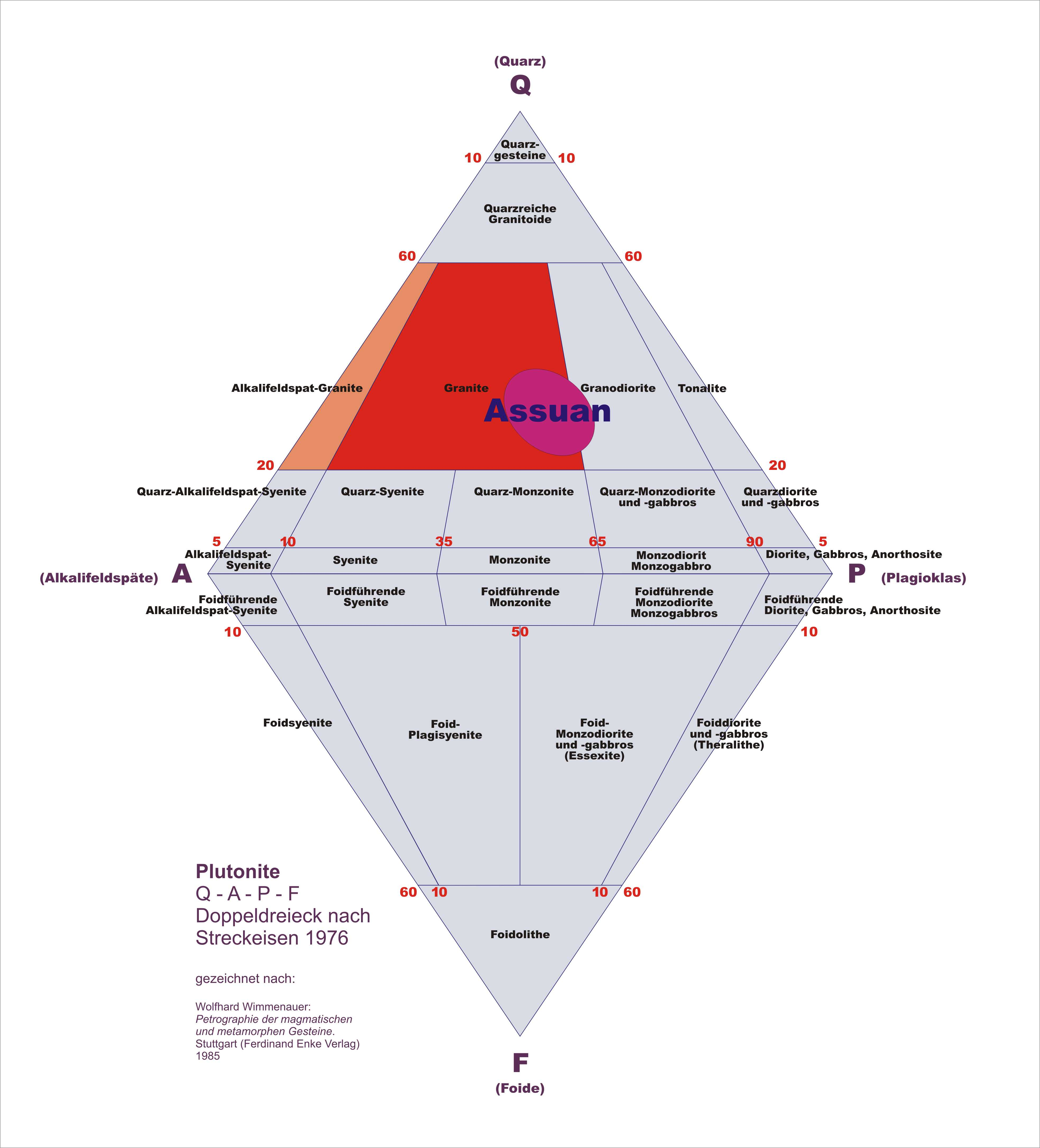
Petrografische Einordnung der roten Granite von Assuan im Streckeisendiagramm

Die Lagerstätten magmatischer Gesteine südlich von Assuan bestehen aus keinem einheitlichen Gesteinstyp. Im Steinbruchsgebiet treten rötlich-rosafarbene Granite, graue Granodiorite und Quarzdiorite, teils feinkörnig oder mit bis zu 3 cm großen idiomorphen Kristallen (Granoblasten) verschiedener Feldspäte. Der typische Rosengranit ist ein überwiegend grobkörniges Gestein mit großen roséfarbenen Feldspäten (Orthoklas). Sekundär tritt auch eine feinkörnige Varietät auf.
Vorhandene Doleritgänge und Amphiboliteinlagerungen wurden für Werkzeuge vor Ort und über die Region hinaus genutzt. Deren wichtigste Anwendung lag in den lokal benötigten Hämmern und anderen Schlagwerkzeugen.
Die mineralische Zusammensetzung ist von den Hauptbestandteilen Quarz und Biotit geprägt. Der Feldspatanteil ist durch die Sorten Orthoklas, Mikroklin und Plagioklas repräsentiert. Weiterhin finden sich vereinzelt Hornblende als grünlicher Anteil und Calcit als Primärbildung zur Ausfüllung kleinster Räume. An spurenartig auftretenden Begleitmineralien sind Titanit, Allanit, Zirkon und Apatit nachgewiesen.
Erste geologische Beschreibungen vom Assuangranit sind uns von François-Michel de Rozière (1809) und A. Delesse (1850) überliefert. Die frühen systematischen geologischen Erkundungen des Gebietes begannen im Frühjahr 1865 durch John Clarke Hawkshaw und seiner Beschreibung. Die erste geologische Karte, die das Abbaugebiet betrifft, wurde von J. Ball im Jahre 1907 publiziert. Im Erläuterungsbericht beschreibt dieser Geologe die anstehenden Gesteine und ignoriert dabei die Granodiorite, indem er sie den Syeniten zuordnet. In den 1950er Jahren untersuchte Amin R. Gindy das Gebiet sehr umfassend und gab die wohl bis heute ausführlichste geologische Beschreibung. (z. B.)

## Geschichte, Anwendungsformen
Die Gesteinsgewinnung begann mit der Ausbeutung des durch natürliche Verwitterung entstandenen Blockmeeres (Wollsackverwitterung) und bildete die Basis jener Aktivitäten.
Nach Klemm (siehe Literatur) liegt der Beginn des organisierten Granitabbaus in der Zeit unter Djoser (Regierungszeit um 2690 bis um 2670 v. Chr./3. Dynastie) und Cheops. Er diente der Zulieferung für den Pyramidenbau. In anderen Quellen wird der Beginn seiner technisch organisierten Verarbeitung sogar auf 2700 v. Chr. datiert.
Einen bedeutenden technischen Grad erreichte die Gewinnung in der Epoche von Radjedef und Chefren (4. Dynastie). Die Anwendungsgeschichte dieses Granits erstreckt sich also über mehrere Jahrtausende und ist bereits vor etwa 4.600 Jahren durch eine versierte technisch organisierte Steinverarbeitung charakterisiert gewesen. In diesem Zusammenhang ist hervorzuheben, dass zu diesem Zeitpunkt bereits eine vielseitige technologische Vorerfahrung in der Steinbearbeitung aus vordynastischer Epoche bestand. Aus vielen Funden sind Steingefäße aus Hartgesteinen von erstaunlicher Oberflächengüte und im Innern mit Bohrspuren bekannt, die dafür ein interessantes Zeugnis darstellen.
Nach Berechnungen in der archäologischen Forschung wurde die im Alten Reich bis zur römischen Periode gewonnene Gesteinsmenge (Rosengranit und andere Gesteine) in diesem Gebiet auf etwa 220.000 Kubikmeter ermittelt. In der römischen Zeit sogar ein Mehrfaches dieses Wertes.
Nach den in den Steinbrucharealen vorgefundenen Halbfabrikaten bzw. bei der Fertigung beschädigten Objekten lässt sich eine breite Anwendung konstatieren. Es finden sich Säulenfragmente, halbfertige Statuen, Badewannen oder ein Sarkophagrohling.
An Bearbeitungsspuren sind die jeweiligen technischen Entwicklungsepochen zu beobachten. Die älteste Technik zeigt sich durch die pharaonischen Spuren von Dolerithämmern, mit denen die Rohblöcke durch seitliche Furchen (Schroten) frei gelegt wurden. Es folgen die ptolemäischen Meiselrillen und die römische Keilspaltrillen. Im gesamten Areal sind Doleritkugeln (stumpf gewordene Schlagwerkzeuge), Abschlagschutt und rohe Gesteinsquader vorhanden. Die Dolerithämmer stammen aus den bereits genannten Doleritgängen im Steinbruchsareal sowie von einer anderen Lagerstätte aus der Ostwüste.

## Sorten und konkurrierende Gesteine
Der Rosengranit tritt bei Assuan grundsätzlich in einer hellrosafarbenen und in einer dunklen rosaroten Varietät auf. Es gibt eine farbliche Übergangsform zu dem im Gebiet auftretenden grauen Granodiorit.
Rosengranit wird noch heute in Ägypten abgebaut. Mit einer Abbauperiode von etwa 4.700 Jahren gehört er zu den ältesten in Anwendung stehenden Natursteinen im Bereich Europa – Naher Osten.
Ein bedeutendes europäisches Vorkommen ist die französische Côte de Granit Rose.
Im Isergebirge, unweit der Stadt Reichenberg (Liberec) baut man einen Granit mit großen roten Feldspäten ab. Er besitzt zu einigen Varietäten des ägyptischen Rosengranits eine gewisse Ähnlichkeit und ist deshalb gelegentlich unter der Handelsbezeichnung Liberecer Rosengranit verkauft worden.

## Anwendungsbeispiele

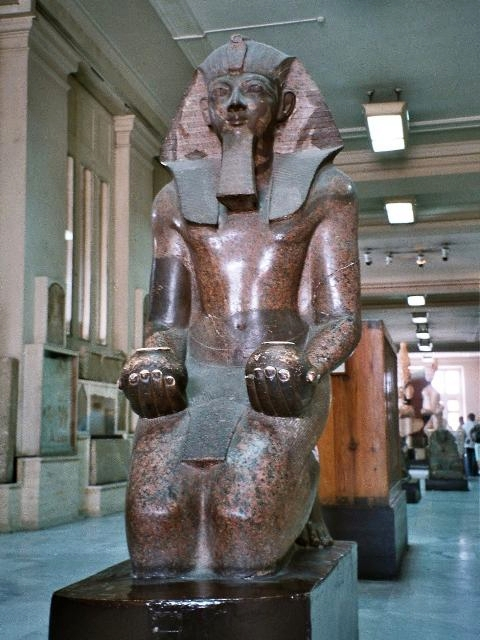
Statue der Königin Hatschepsut (Ägyptisches Museum, Kairo)
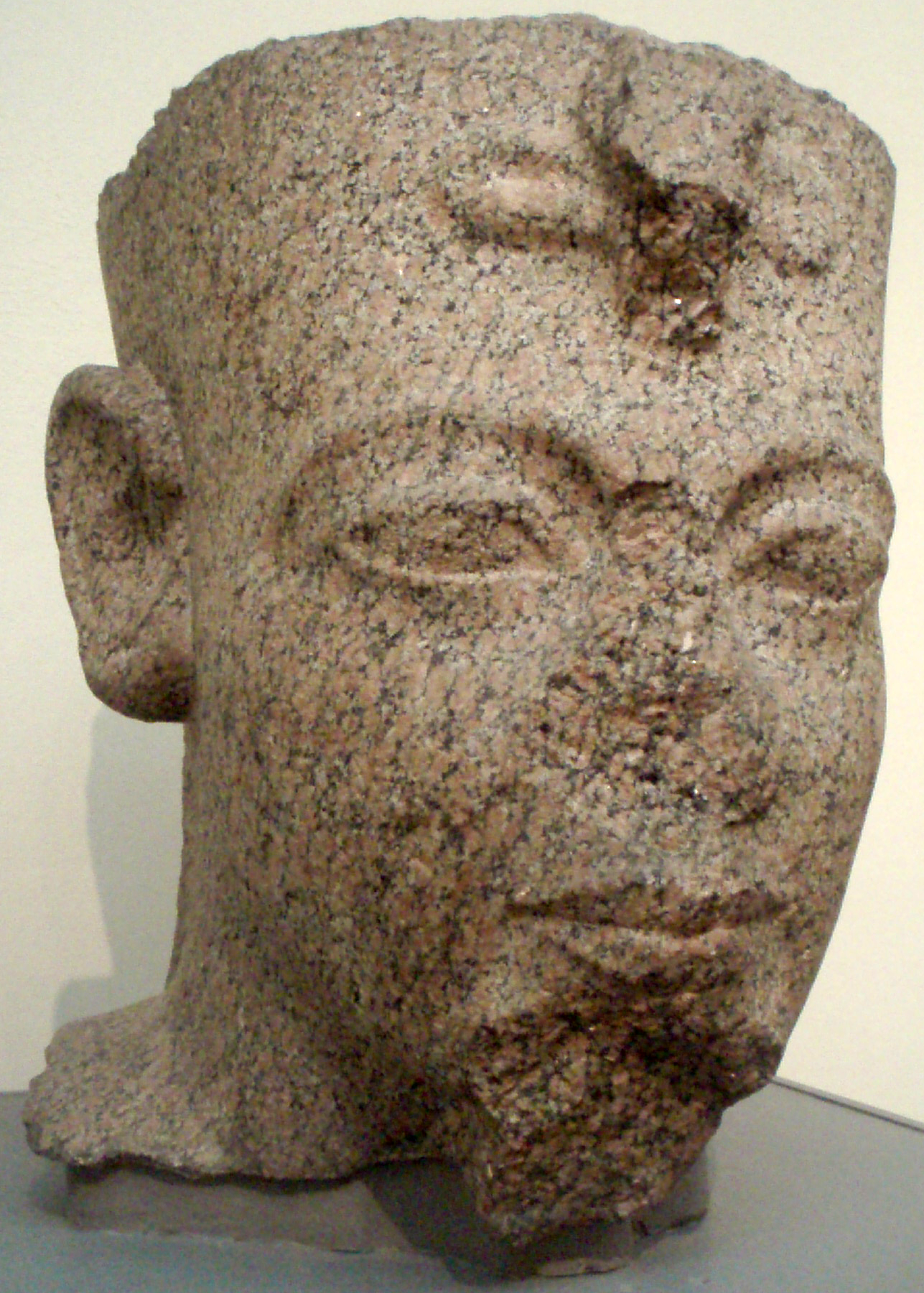
Kopf des Königs Ramses III. aus Karnak, Mut-Tempel (Museum of Fine Arts, Boston)
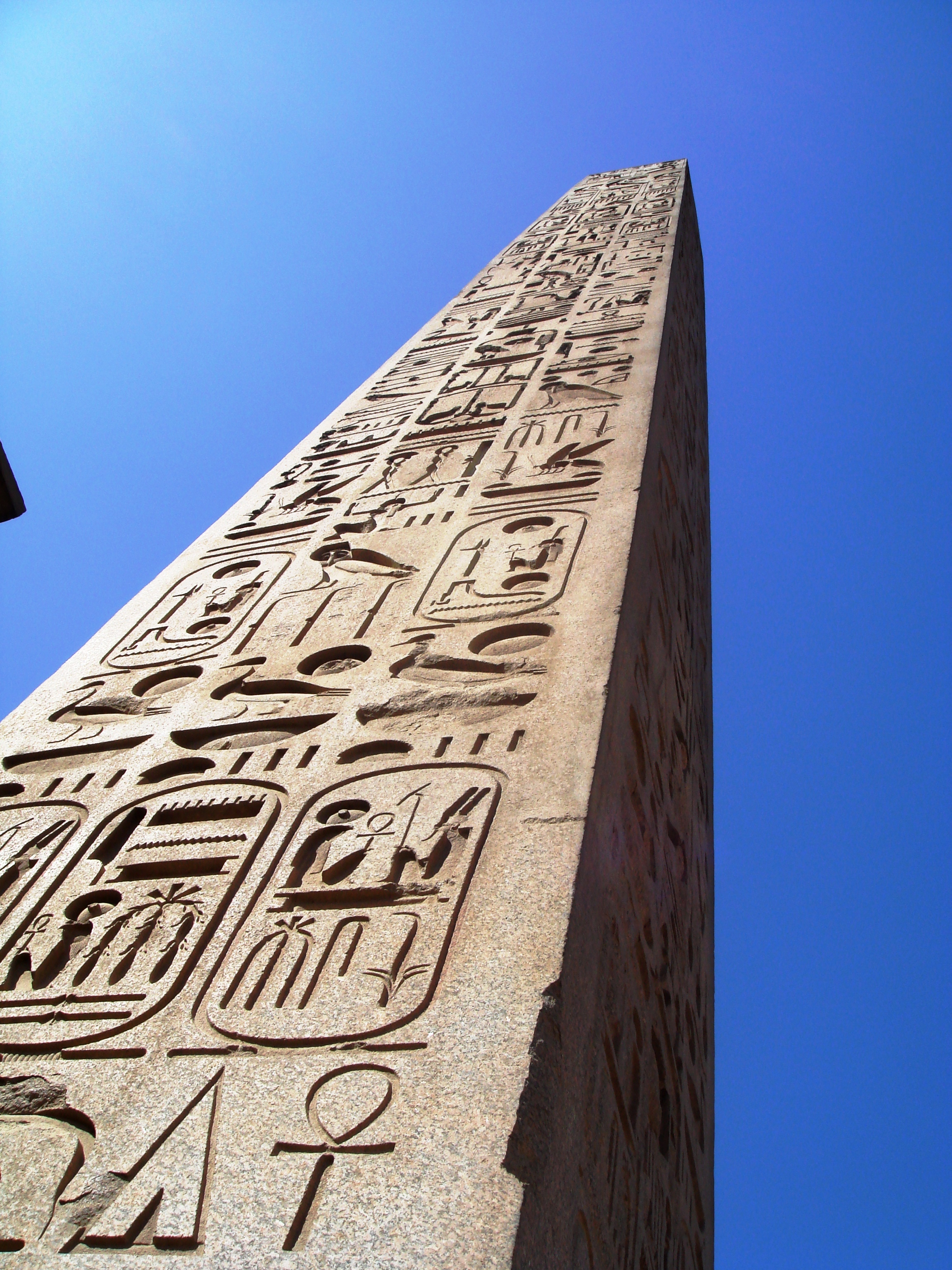
Obelisk in Luxor
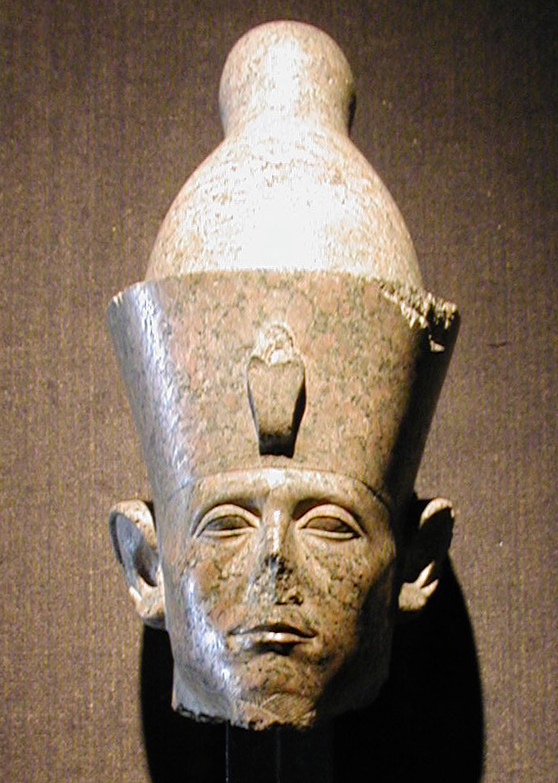
Kopf des Königs Sesostris III. (Luxor-Museum, Luxor)

### Ägypten
- Unvollendeter Obelisk im nördlichen Teil des Steinbruchsgebietes von Assuan
- Cheopspyramide, Verkleidungsmaterial der Königinnenkammer
- Grabkammer unter der Djoser-Pyramide
- Säulen und weitere Bauteile vom Pyramidentempel des Sahure in Abusir
- Statuen des Alten Reiches im Ägyptischen Museum Kairo (von Giza 4. Dynastie, von Sakkara 5./6. Dynastie)
- Bauteile der Mastabat al-Firʿaun (Grabmal des altägyptischen Königs Schepseskaf)
- alter Staudamm bei Assuan (errichtet zwischen 1899 und 1902)[9]
- Pompeiussäule in Alexandria
- Apis-Stier-Sarkophage in Sakkara, im Serapeum (Granodiorit von Assuan)
- Anthropoider Sarkophag des Priesters Piay